# A Daughter's a Daughter
A Daughter's a Daughter (Filha É Filha no Brasil e Entre mãe e filha em Portugal ) é um romance escrito por Agatha Christie e publicado pela primeira vez no Reino Unido pela Heinemann em 24 de novembro de 1952 . 

Inicialmente não publicado nos EUA, que mais tarde foi emitido como um livro de bolso pela Dell Publishing, em setembro de 1963 . Foi o quinto dos seis romances Christie escreveu sob o pseudônimo de Mary Westmacott .
Inicialmente, um jogo escrito por Agatha Christie no final de 1930, a trama conta a história de uma filha que é contra o plano de sua mãe de se casar novamente.
Christie despertou interesse Peter Saunders , mais tarde, o produtor de The Mousetrap reproduziu a peça em 1950. Ele sugeriu alterações para atualizar algumas das referências que eram agora vinte anos mais tarde e tentou a jogada para fora no Theatre Royal, onde estreou em 9 de julho de 1956 e funcionou por uma semana e oito performances. Foi faturado sob o pseudônimo de Westmacott, mas a verdadeira identidade do autor saiu resultando em figuras bom atendimento. Saunders no entanto sentiu que não achava que o livro iria fazer sucesso com esse nome e Christie não levou o assunto adiante.
Após a morte de Christie, os direitos autorais ficaram para sua filha, Rosalind Hicks, que foi pouco entusiasmada sobre a peça porque acreditava que o personagem principal foi baseado nela. Após a morte de Hicks em 2004, uma nova produção da peça, estrelada por Jenny Seagrove e Semanas madressilva e produzido por Kenwright Bill, estava para abrir em Londres, no West End em 14 de dezembro de 2009. Kenwright descreveu a peça como "brutal e incrivelmente honesto" e "É bom o suficiente para jogar de pé sem a marca Christie. É bem um jogo difícil. É uma noite importante no teatro ".